# مدينة إيزابيلا
مدينة ايزابيلا (بالإنجليزية: Isabela, Basilan)‏ هي مدينة في الفلبين، ومدينة كبيرة، تتبع باسيلان، وشبه جزيرة زامبوانجا، بلغ عدد سكانها 97٬857  نسمة، في 1 مايو 2010، تبلغ مساحتها 223٫73 كيلومتر مربع، رمزها البريدي هو 7300.

## الموقع
تشترك في الحدود مع:
- لانتوان
- لاميتان

## المناخ
يظهر الجدول التالي التغييرات المناخية على مدار السنة لمدينة إيزابيلا :
| البيانات المناخية لـمدينة ايزابيلا | البيانات المناخية لـمدينة ايزابيلا | البيانات المناخية لـمدينة ايزابيلا | البيانات المناخية لـمدينة ايزابيلا | البيانات المناخية لـمدينة ايزابيلا | البيانات المناخية لـمدينة ايزابيلا | البيانات المناخية لـمدينة ايزابيلا | البيانات المناخية لـمدينة ايزابيلا | البيانات المناخية لـمدينة ايزابيلا | البيانات المناخية لـمدينة ايزابيلا | البيانات المناخية لـمدينة ايزابيلا | البيانات المناخية لـمدينة ايزابيلا | البيانات المناخية لـمدينة ايزابيلا | البيانات المناخية لـمدينة ايزابيلا |
| الشهر                              | يناير                              | فبراير                             | مارس                               | أبريل                              | مايو                               | يونيو                              | يوليو                              | أغسطس                              | سبتمبر                             | أكتوبر                             | نوفمبر                             | ديسمبر                             | المعدل السنوي                      |
| ---------------------------------- | ---------------------------------- | ---------------------------------- | ---------------------------------- | ---------------------------------- | ---------------------------------- | ---------------------------------- | ---------------------------------- | ---------------------------------- | ---------------------------------- | ---------------------------------- | ---------------------------------- | ---------------------------------- | ---------------------------------- |
| الدرجة القصوى °م (°ف)              | 39 (102)                           | 38 (100)                           | 37 (99)                            | 41 (106)                           | 37 (99)                            | 42 (108)                           | 40 (104)                           | 38 (100)                           | 41 (106)                           | 37 (99)                            | 37 (99)                            | 38 (100)                           | 42 (108)                           |
| متوسط درجة الحرارة الكبرى °م (°ف)  | 28 (82)                            | 27 (81)                            | 27 (81)                            | 28 (82)                            | 28 (82)                            | 28 (82)                            | 28 (82)                            | 27 (81)                            | 28 (82)                            | 27 (81)                            | 27 (81)                            | 27 (81)                            | 27 (81)                            |
| متوسط درجة الحرارة الصغرى °م (°ف)  | 24 (75)                            | 23 (73)                            | 23 (73)                            | 24 (75)                            | 24 (75)                            | 25 (77)                            | 24 (75)                            | 24 (75)                            | 24 (75)                            | 24 (75)                            | 24 (75)                            | 23 (73)                            | 23 (73)                            |
| أدنى درجة حرارة °م (°ف)            | 17 (63)                            | 17 (63)                            | 20 (68)                            | 13 (55)                            | 21 (70)                            | 20 (68)                            | 17 (63)                            | 21 (70)                            | 15 (59)                            | 17 (63)                            | 21 (70)                            | 20 (68)                            | 15 (59)                            |
| الهطول سم (إنش)                    | 4 (1.6)                            | 5 (2.0)                            | 4 (1.6)                            | 5 (2.0)                            | 9 (3.5)                            | 12 (4.7)                           | 13 (5.1)                           | 12 (4.7)                           | 13 (5.1)                           | 16 (6.3)                           | 11 (4.3)                           | 8 (3.1)                            | 119 (47)                           |
| المصدر: Weatherbase                |                                    |                                    |                                    |                                    |                                    |                                    |                                    |                                    |                                    |                                    |                                    |                                    |                                    |